# Wardsia

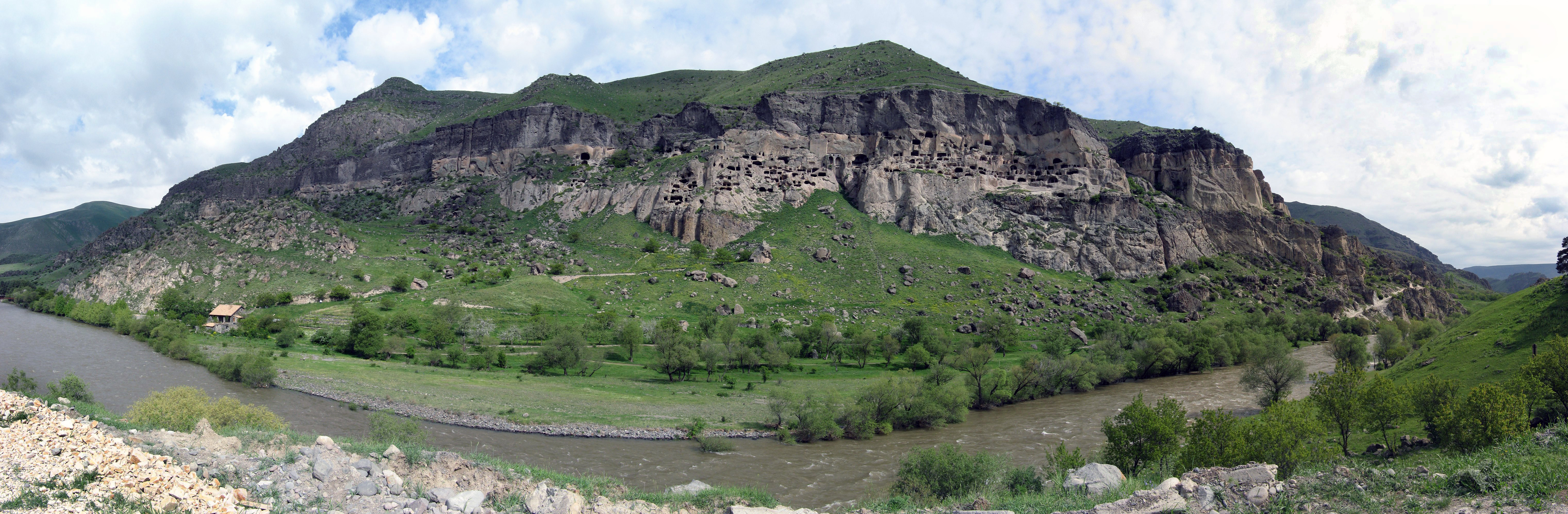
Gesamtansicht über dem Fluss Mtkwari

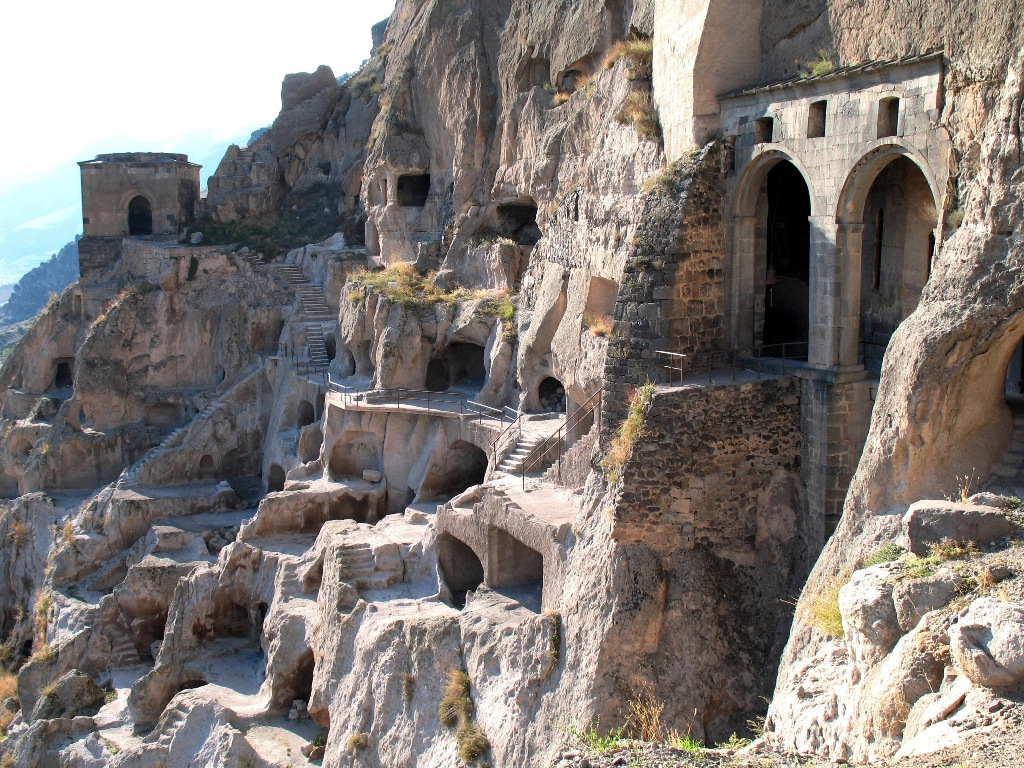
Felswand mit Wohnhöhlen, rechts die Maria-Himmelfahrtskirche

Wardsia (georgisch ვარძია) ist eine Höhlenstadt westlich der Stadt Achalkalaki in der Munizipalität Aspindsa, in der Region Samzche-Dschawachetien im Süden Georgiens, im Kleinen Kaukasus, am linken Ufer der Mtkwari. Sie wurde im 12. Jahrhundert in einer Wand des Bergs Eruscheti erbaut. Das Kulturdenkmal wurde von Georgien 1993 für die Liste des UNESCO-Welterbes angemeldet.

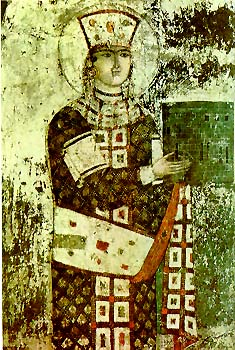
Fresko der Königin Tamar in der Kirche von Wardsia

Bauherr war der georgische König Giorgi III. Er plante die Stadt als Grenzfestung gegen Türken und Perser. Seine Tochter, Königin Tamar, vervollständigte das Bauwerk und richtete sie als Kloster ein. Während eines militärischen Konflikts mit den Seldschuk-Türken lebte sie von 1193 bis 1195 mit ihrem Gefolge in der Stadt.
Wardsia wurde in eine vom Tal rund 500 Meter aufragende Felswand geschlagen. Die Baumeister nutzten Vor- und Rücksprünge für die Anlage tiefer Höhlen, die durch Tunnel, Treppen, Terrassen und Galerien miteinander verbunden sind. Für die Einwohner waren ursprünglich 3.000 Wohnungen auf bis zu sieben Stockwerken errichtet worden, die Platz für 50.000 Menschen boten. Jede Wohnung bestand aus drei Räumen. Es gab eine Schatzkammer, eine Kirche, eine Bibliothek, Bäckereien, Ställe und Badebassins. Wasser floss aus Keramikleitungen.
Nach einem Erdbeben im Jahre 1283 sind heute noch 750 Räume auf einer Fläche von etwa 900 Quadratmetern erhalten. Hauptattraktion ist die Klosterkirche Mariä Himmelfahrt mit einem prächtigen Säulenportal, einem großen Saal in Form eines Tonnengewölbes, Apsis und Narthex. Sie ist mit farbigen Fresken ausgestattet, darunter Darstellungen der Bauherren, König Giorgi III. und Königin Tamar. Im Jahr 2018 lebten 5 Mönche und 3 Novizen in Wardsia, die auch als Fremdenführer fungieren.
Unterhalb der Höhlenstadt, im Tal der Mtkwari, liegt ein traditionelles Schwefelbad.